# Johann Kaszner
Johann Kaszner (* 14. Dezember 1955 in Giarmata, Rumänien) ist ein deutscher Musiklehrer, Posaunist, Tenorhornspieler, Orchesterleiter und Komponist.

## Werdegang
Johann Kaszner stammt aus einer Musikantenfamilie. Schon sein Großvater Johann Kaszner (1901–1945) spielte Tenorhorn und sein Vater Johann Kaszner sen. (1927–2008), ein  Multiinstrumentalist und Arrangeur, gründete 1956 im Banater Dorf Jahrmarkt / Giarmata eine Blaskapelle und ein Unterhaltungsorchester, die  Kaszner-Kapelle.
Die ersten Musikkenntnisse bekam Johann Kaszner von seinem Vater im Elternhaus, wo sowohl Blas- als auch Unterhaltungsorchester ihre Proben abhielten. Sein Weg ins Profimusikwesen führte über das Musiklyzeum „Ion Vidu“ in Temeswar und das Konservatorium „Gheorghe Dima“ in Klausenburg/Cluj-Napoca, wo er im Hauptfach Posaune sein Studium beendete. In seiner Studentenzeit feierte er im Banat mit seinem Kommilitonen Josef Stritt als Gesangsduo beachtliche Erfolge. Es folgte ein Engagement als Posaunist an der Rumänischen Nationaloper in Temeswar/Timișoara, das im Jahre 1983 durch seine Flucht nach Deutschland ein  Ende fand.
In Deutschland blieb Johann Kaszner der Blasmusik treu und fand in Wiesbaden im Landes-Polizeiorchester Hessen eine Stelle als Tenorhornspieler und Posaunist. Dort fand er auch Anschluss an Michael Klostermann und seine Musikanten. Mit dieser Blaskapelle nahm er als Sänger eine CD auf und mit der Sängerin Mara Reinholz trat er in einer ZDF-Sendung auf. Seine Musikkenntnisse gibt er Amateurmusikern im Katholischen Kirchenmusikverein Sulzheim (KKMV) sowie in der Katholischen Kirchenmusik Ockenheim (KKM), deren jeweils musikalische Leitung er seit 1991 bzw. 1995 innehat, weiter. Er gründete auch die Tanzmusikband Das Schwabenecho mit der er besonders für die in Deutschland beheimateten Banater Schwaben aufspielte.
Er ist der dienstälteste Musiker bei den Original Egerländer Musikanten, wo er seit 1988 unter dem Dirigat von Ernst Mosch Tenorhorn spielte und gegenwärtig unter der Leitung von Ernst Hutter Posaune und Tenorhorn bläst. Johann Kaszner ist auch ein  Komponist. Seine im Stile der böhmischen Blasmusik verfassten Stücke wurden von den Original Egerländer Musikanten auf verschiedenen Tonträgern eingespielt und werden auch von anderen Blaskapellen  aufgelegt.
Er lebt in Armsheim, Rheinland-Pfalz.

## Werke
- Erinnerungen an Zuhaus (Walzer)
- Egerländer Perle (Polka)
- Egerländer Jubiläumspolka

## Tonträger
- Das Schwabenecho: Musik für jeden Geschmack, MC
- Das Schwabenecho: Junge Herzen; Phonosound, CD 930804
- Michael Klostermann und seine Böhmerwälder Musikanten: So klingt’s in Böhmen; east west records GmbH, 2008, CD 849 829-2
- Ernst Hutter &  Egerländer Musikanten: Mitten ins Herz;  Echo Musikverlag GmbH, 2003
- Ernst Hutter & Egerländer Musikanten: Star-Edition;  Koch Universal Music, CD 06025 1720383
- Ernst Hutter & Die Egerländer Musikanten: Das Feuer brennt weiter; MCP Sound & Media, CD 171.238
- Die Egerländer Musikanten: Musik fürs Leben; Koch Universal Music, CD 325.115; 2002
- Ernst Hutter & Die Egerländer Musikanten: Böhmisches Gold, CD 3; Koch Universal, CD 06025 1753460; 2008
- Fantasy in Blue – HeBu Records 2005, HR CD 2005/02 – mit dem Stück „Memory Song“ von Steve Hagedorn, Solist: Johann Kaszner, Euphonium